# Linkin Park
Linkin Park je alternativni rock sastav osnovan 1996. u Los Angelesu, Kalifornija. Godine 2000. izdali su svoj debitantski album Hybrid Theory, koji je postigao dijamantnu nakladu. Nastavljaju s uspjehom albumom Meteora koji je zauzeo visoko mjesto na Billboardovoj top ljestvici 200 najboljih albuma iz 2003. godine.
Godine 2004. izdali su EP Collision Course s reperom Jay Z-jem, a poznate su i njihove suradnje s mnogim drugim glazbenicima na albumu Reanimation iz 2002. Ponovnu rap-rock suradnju sastav bilježi s američkim reperom Bustom Rhymesom na singlu "We Made It" iz 2008. Sa svojim prepoznatljivim nu metal stilom predstavljenom na Hybrid Theoryju i Meteori nastavljaju i na sljedećem albumu Minutes to Midnight, Sljedeći studijski album, konceptualni A Thousand Suns, izdan je 2010. godine. Godine 2012. objavljuju svoj peti studijski album, Living Things, sljedeći Hunting Party 2014., te zasada posljednji One More Light 2017. godine. Iste godine, zbog smrti pjevača Chester Benningtona prestaju s radom. U travnju 2020. basist Dave Farrell je objavio da ponovno kreću s radom na novoj glazbi. Do danas, sastav je prodao više od 100 milijuna albuma diljem svijeta te su osvojili dvije Grammy nagrade.

## Povijest
Godine 1996., vokal i reper Mike Shinoda i gitarist Brad Delson diplomirali su u srednjoj školi u Agoriji u predgrađu Los Angelesa Augora Hills, te formirali sastav sa svojim prijateljem Robom Bourdonom, pod nazivom SuperXero. Prije tog sastava, Delson i Bourdon bili su zajedno u drugom sastavu, Relative Degree. Delson je također bio i član grupe The Pricks.
Tri člana grupe SuperXero svirali su demosnimke (iz kojih su proizašle pjesme iz Hybrid Theoryja) dok su bili na fakultetu. Delson je upisao kalifornijsko sveučilište u Los Angelesu (UCLA), dok je Shinoda pošao u umjetničku školu Art Center College of Design u Pasadeni. Na fakultetu Delson je upoznao basista Davea Farrella, poznatijeg pod nadimkom Phoenix. Delson i Farrell bili su cimeri i često su vježbali i svirali zajedno. Phoenix je prije bio član sastava Tasty Snax (kasnije The Snax) zajednmo s Markom Fioreom. Fiore je kasnije postao kinematograf Linkin Parka. Phoenix je na fakultetu upoznao Joea Hahna koji je započeo sa svojim prvim DJ koracima. Kasnije su se njih dvojica priključili grupi SuperXero koja mijenja ime u Xero. Petorici članova Xeroa kasnije se pridružio Mark Wakefield (vokal), te su snimili svoj prvi demoalbum nazvan po sastavu (Xero). Poslali ga raznim izvođačima, ali nisu nikad potpisali. Nedugo nakon toga, zbog čestih svađa, vokalist Wakefield je napustio sastav.
Nakon toga, Shinoda je tražio novi vokal, a u isto vrijeme gitarist Brad upoznao je Jeffa Bluea koji je nedugo zatim postao predstavnik sastava. Blue je okrenuo pozornost Brada i Mikea na Chestera Benningtona, mladog vokala iz Phoenixa, Arizona koji je tražio mjesto u nekom sastavu, nakon što je otišao iz sastava Grey Daze u kojem je bio od 1993. do 1997.
Shinoda i Delson poslali su Benningtonu instrumental snimku kako bi on snimio vokale za nju. Nakon toga je nazvao Shinodu i otpjevao mu pjesmu preko telefona. Mike je bio impresioniran Chesterovim glasom i pozvao ga da dođe na audiciju kod njih u Los Angeles. Na audiciji je bilo još nekoliko potencijalnih vokala, ali su otišli čim su čuli kako Chester pjeva. Dolaskom Benningtona sastav mijenja ime u Hybrid Theory. Basist Farrell nije bio u mogućnosti snimiti njihov prvi EP zbog potrebe fakulteta. Umjesto njega su Delson, Kyle Christner i Scott Koziol (koji se pojavljuje u spotu "One Step Closer") svirali bas. Sredinom 1999. godine, izdali su samo tisuću kopija Hybrid Theory EP-a. Nekoliko su kopija poslali velikim izdavačima, među kojima je bio i Warner Bros Records. Ostale su kopije bile podjeljenje članovima "Street Team"-a koji su imali ulogu promoviranja njihove glazbe na ulicama.
Sastav Hybrid Theory je 1999. godine potpisao s izdavačkom kućom Warner Bros zahvaljujući predstavniku Blueu, no bili su prisiljeni promijeniti ime zbog autorskih prava Britanskog electronic sastava Hybrid.
Bennington je predložio ime "Lincoln Park" jer je često vozio ulicom toga naziva u Santa Monici. Smatrao je da je to dobro ime jer "Lincoln Parkovi" nalaze se svuda po SAD-u i svugdje bi se smatrali "domaćima". Prihvatili su ime Lincoln Park na nekoliko mjeseci, ali kada su odlučili registrirati domenu, "lincolnpark.com" već je bio zauzet. Pošto si sastav nije mogao priuštiti kupovinu domene, samo su promijenili izgovor "Lincoln" u "Linkin" i kupili domenu "linkinpark.com".

## Hybrid Theory(2000.)
Dana 24. listopada 2000., Linkin Park izdali su svoj prvi album Hybrid Theory u SAD-u. Prvi singl koji je probio led i predstavio Linkin Park prvi put ikada na tadašnjoj glazbenoj sceni bio je "One Step Closer".
Sastav je izveo svoj prvi koncert 17. prosinca 2000. kao dio KROQ-ovog Radio Almost Acoustic Christmas koncerata. Povodom toga Shinoda je napisao novu pjesmu pod nazivom "My December". Pjesma je bila izdana kao B-side na singlu "One Step Closer" i na nekoliko inačica Hybrid Theoryja koji su bili međunarodno objavljeni. Kasnije se ta pjesma našla na Božićnom albumu izdanom od KROQ-ovih DJ-eva Kevina i Beana.
Početkom 2001. godine, Farrell se vratio sastavu te izdaju drugi singl, pod nazivom "Crawling". Singl je donio sastavu nagradu Grammy za najbolju hard rock izvedbu u 2001. godini. Sredinom 2001. sastav je izdao svoj treći singl "In The End". Ta se pjesma dokazala kao njihov najveći hit 2001. godine.
Linkin Park je krenuo na svoju prvu turneju ikada. Bila je to Ozzfest turneja, s drugim poznatim sastavima kao što su Black Sabbath, Slipknot i pjevač Marilyn Manson. 
21. listopada 2001. Linkin Park su izdali svoj prvi DVD humorističnog naziva Frat Party at the Pankake Festival. DVD sadrži sve njihove spotove iz albuma Hybrid Theory, dokumentarce o Hybrid Theory turneji, Chesterove tetovaže, Mikeove i Joeove crteže i slike, te skrivene sadržaje.
Istog mjeseca, prijateljica sastava, Jessica Bardas, sugerirala im je da formiraju fan club. Sastavu se svidjela zamisao, i tako je nastao Linkin Park Underground (LPU). Članovi LPU-a svake godine (kao i prilikom učlanjenja u klub) dobivaju pakete, u kojima su uključeni: majica kratkih rukava s natpisom Linkin Park Underground, trzalice, sličice, pismo od sastava, članska iskaznica, CD, posteri. Prvi CD je bio preinačen Hybrid Theory EP, s drugom slikom na coveru.
Početkom 2002. Linkin Park su započeli svoju samostalnu turneju nazvanu Projekt Revolution. Tijekom turneje Mike i Joe su zajedno s The X-Ecutionersima odsvirali pjesmu "It's Going Down". Nedugo nakon povratka s turneje sastav se vratio u studio prvi put otkako su izdali svoj prvi album. Nakon što su napravili nekoliko remikseva svojih pjesama, Mike je odlučio izdati remiksani album. Mike je na početku htio napraviti samo nekoliko remikseva i izdati EP, no zahvaljujući podršci svojih članova sastava (osobito Brada i Joea), Mike je odlučio otići korak dalje. Projekt koji je nosio naziv Reanimation sastojao se od remiksova pjesmama s albuma Hybrid Theory, kao i "My December" i "High Voltage". Svaka pjesma je bila remiksana s drugim izvođačem, a postojale su glasine da je Mike u projektu dobio čak 50 remixeva. Mike je poslušao sve remikseve pjesama i izabrao one najbolje.

## Meteora,Live in Texas(2003.)
Sastav se vratio u studio sredinom 2002. godine da naprave nastavak za album Hybrid Theory. Ime albuma je bila tajna sve do prosinca, kada je otkriveno da će se zvati "Meteora". To je formacija velikih stijena u Grčkoj, a ime za album pronašli su u jednom časopisu dok su bili na turneji. Prvi singl iz albuma je bio "Somewhere I Belong" koji je bio izdan u veljači 2003. godine.
25. ožujka 2003., Meteora je izdana i osvojila je prvo mjesto na Billboardovoj top ljestvici nakon prodanih 810 000 kopija u prvom tjednu. Prodali su blizu 11 milijuna kopija u svijetu, više od pola su prodali u SAD-u.
Nakon što su izdali album, sastav je odlučio krenuti u drugu "Projekt Revolution" turneju s Blindsideom, Mudvayneom i Xzibit-om. Drugi sigl "Faint" bio je izdan kao singl pri kraju njihove turneje (Faint je izdan u dva djela Faint Pt.1 i Faint Pt.2). Nakon "Projekt Revolution" turneje, sastav se pridružio Metallici na njihovom "Summer Sanitairum Touru 2003" zajedno s Limp Bizkitom, Deftonesom i još jednom Mudvayneom. Linkin Park je nakon toga također išao na "Reading Festival" u Ujedinjeno Kraljevstvo s Blinkom 182, odsvirali su energičan koncert pred približno oko 65000 fanova.
Nedugo nakon što se bližio kraj Sanitarium turneje, sastav je izdao svoj novi singl "Numb" (također je bio izdan u dva djela, baš kao i In The End i Faint, izdani su Numb Pt.1 i Numb Pt.2). Video za singl su snimili u Pragu, u Češkoj, te su tamo također snimali i video za pjesmu "From The Inside". 
18. studenog 2003. Linkin Park je izdao CD/DVD set nazvan "Live in Texas". Materijal su snimili dok su bili na Summer Sanitarium turneji u Dallasu i Houstonu, u državi Teksas. DVD ima u sebi iskombinirana dva uživo snimljena koncerta zajedno; video i audio snimke iz oba koncerta su obrađena zajedno. Zbog toga sastav je morao imati istu odjeću na oba koncerta. DVD uključuje 17 pjesama, dok CD uključuje 12 od njih 17.
U studenom je započela treća godina LPU-a. CD se sastojao od pet pjesama koje su izvađene s Live In Texas DVD-a i koje nisu bile na CD-u. Nekima od fanova se to baš i nije svidjelo jer su očekivali neke druge rijetke pjesme kao što je to bilo na CD-u u drugoj godini LPU-a.
Krajem 2003. godine, Linkin Park je izveo svoj treći KROQ almost Acoustic Christmas koncert. Održali su ga samo preko jedne noći i odpjevali 17 pjesama u setu. Svirali su pjesmu "One Step Closer" i pridružio im se frontmen sastava P. O.D., Sonny Sandoval.
Početkom 2004. Sastav je započeo svoju "Meteora World Tour" s P. O.D.-om, Hoobastankom i Story Of The Year. Odlučili su da će im to biti posljednja stopa svjetske turneje na kojoj je sastav bio od kada je Meteora izdana.
Tijekom turneje, njihov video za pjesmu "From The Inside" je bio internacionalno izdan. Nakon "Meteora World Tour", sastav je započeo raditi na njihovom najambicioznijem spotu za pjesmu "Breaking The Habit". Spot je bio izrađen u istom studiju gdje su bile izrađene scene za Kill Bill, Production I. G., direktori su bili Kazuto Nakazawa i Joe Hahn. U videu se može vidjeti kako Chesterova duša putuje kroz staru stambenu zgradu posjećujući ljude s raznim navikama koje oni žele prekinuti.
Linkin Park je krenuo u novu treću "Projekt Revolution" turneju. Turneja je jako bila slična Ozzfestu i Vans Warped Touru. Na glavnoj pozornici su bili Linkin Park, Korn, Snoop Dogg, The Used i Less Than Jake. Projekt "Revolution 2004" bio je najprodavaniji koncert godine.

## Collision Course(2004.)
Krajem 2004. Linkin Park je najavio suradnju s Jay Z-jem na molbu MTV-a. "Collision Course", je izdan 30. studenog 2004. Sadržao je sedam Linkin Park-ovih pjesama izmiješanih sa šest Jay Z-jevih pjesama. Prvi singl bio je Numb/Encore, koji se našao na dvadesetom mjestu Billboard ljestvice i tamo ostao punih šest mjeseci, i na kraju je sastav osvojio za njega Grammy. Album je bio zadržan na prvom mjestu na ljestvicama.
Chester Bennington je izjavio da će treći album kasniti zbog tajne radnje na remiks mash-up albumu s Eminemom koji će biti nešto slično kao Collision Course. Pola albuma će sadržati iskombinirane pjesme i druge nove pjesme Eminema i Linkin Parka, te barem dvije pjesme koje će biti remiksane od strane DJ-a Anz Boija. Album se započeo raditi poslije Fort Minorovog The Rising Tieda, ali je zapeo u zakašnjenje zbog tragične smrti člana grupe D12 Proofa. Zbog toga je Linkin Park htio da Eminemovo repanje ne povrijedi nikoga. Projekt je stao jer je Eminem bio zauzet drugim projektima. Surađivao je u novom Akonovom albumu Konvicted i prestao je raditi na albumu The re-up. Eminem je rekao da će nastaviti s mash-up-om, no još nije odgovorio Linkin Parku. Prestali su raditi na mash-up-u i stavili ga sa strane jer im Eminem još nije odgovorio.
U studenom je počela četvrta godina LPU-a. CD sadrži dvije nove pjesme jedna je samo s instrumentima i traje oko dvije minute zove se “Sold My Soul To Yo Mama” napravio ju je Mr. Hahn i druga se zove “Standing In The Middle”, suradnja s Motion Manom. “Standing In The Middle” je originalno snimljena 2001. kao “probna” pjesma za Reanimation. Motion Man je rappao zajedno s Kutamsta Kurtom i Shinodom u reinterpretiranoj pjesmi “In The End”, nazvanoj “Enth E Nd”.

## Music For Relief, Fort Minor (2005.)
Godina 2005. bila je dosta tiha godina za Linkin Park. Sastav je organizirao "Music For Relief", organizaciju za pomoć ljudima stradalima u Cunamiju 2004. Napravili su dva šoua 2005. godine, jedan u Kaliforniji za Music For Relief, i jedan tijekom Live 8 serija koncerata u Philadelphii.
U srpnju iste godine, Shinoda je najavio hip-hop projekt, Fort Minor. Shinoda je to objasnio kao put povratka u njegove hip-hop “vode”. Nedugo nakon što je Shinoda najavio svoj projekt, Chester je također otkrio da on radi na svom solo projektu. Projekt uključuje Amira Derakha i Ryana Shuckaa iz Orgyja, obojica sviraju gitaru i produciraju. Malo se toga zna o Chesterovom projektu čije je ime "Snow White Tan".
Linkin Park započinje petu godinu LPU-a koja je počela 21. listopada 2005. CD sadrži pjesme otpjevane na Live 8.¸

## Minutes to Midnight(2007.)
Linkin Park se vratio snimanju u studio 2006. godine, kako bi započeo rad na novom materijalu. Za producenta novog albuma izabran je Rick Rubin. Album je trebao ugledati svijetlo dana sredinom 2006., no odgođen je za godinu dana. Pri izradi albuma sastav je rabio preko stotinu demosnimaka, od koji su samo tridesetak ušle u uži izbor za album. Glavni vokal Chester Bennington objavio je dolazak novog studijskog albuma, pod nazivom Minutes To Midnight, te da će biti izdan 15. svibnja 2007. Minutes To Midnight prodao se u više od 60.000 primjeraka u svom prvom tjednu te je jedan od najuspješnijih debi tjedan albuma posljednjih godina. Prvi singl s albuma bio je "What I've Done" izdan 2. travnja 2007. i premjerno prikazan na MTV-u. What I've Done dosegao je vrh kao Mainstream Rock singl te sastavu donio titulu "Favorite Alternative Artist" na "American Music Awardsu". Kasnije su uslijedili singlovi "Bleed It Out", "Shadow of the Day", "Given Up" i "Leave Out All the Rest" koji su bili izdani na prijelazu s 2007. na 2008. godinu. Početkom 2008. sastav najavljuje suradnju s Bustom Rhymesom u njegovoj pjesmi "We Made It", koja je objavljena 29. travnja 2008. Nakon završetka njihove četvrte po redu "Projekt Revolution" turneje i posljednjeg obilaska oko Velike Britanije sastav se vraća u studio zbog rada na novome albumu. U jednom intervjuu za "Rolling Stone", Bennington je rekao kako je sastav već započeo s pisanjem materijala za novi album. 2010. napisali su pjesmu Not Alone za stradale na Haitiju nakon potresa katastrofalnih razmjera.

## A Thousand Suns(2008. – 2011.)
Zajedno sa Shinodom, Rick Rubin producirao je i sljedeći album Linkin Parka. Sastav 14. rujna 2010. objavljuje album A Thousand Suns. Nosač zvuka sadrži 15 pjesama od kojih su kao singlovi objavljene "The Catalyst", "Waiting for the End", "Burning in the Skies" i "Iridescent". Nakon objavljivanja albuma Linkin Park započeli su svjetsku turneju. Po prvi su put posjetili Južnu Ameriku.
A Thousand Suns je konceptualni album. Naslov dolazi iz hinduističkog natpisa Bhagavad Gite. U stvaranju albuma, sastav je eksperimentirao s različitim glazbenim žanrovima poput reggaea, a dodana je puno veća količina elektronike i Shinodinog pjevanja u odnosu na Minutes to Midnight.
Reakcija kritičara na A Thousand Suns bila je miješana. Ipak, album je bio primljen bolje od svog prethodnika.

## Living Things(2011. – 2012.)
26. lipnja 2012., izašao je Living Things, peti album Linkin Parka, a kao prvi singl objavljena je pjesma "Burn It Down". Album su, kao i Minutes to Midnight i A Thousand Suns, producirali Mike Shinoda i Rick Rubin.
Članovi sastava izjavili su da su u stvaranju albuma prihvatili svoj "zvuk", umjesto stalnog eksperimentiranja. Tako se na prvoj polovici albuma nalaze pjesme tipične za Linkin Park, a druga se sastoji od više eksperimentalnih pjesama.
Novi nosač zvuka kritičari su dobro primili.[nedostaje izvor]

## Recharged (2013.)
Linkin Park su nakon turneje počeli raditi na novim stvarima. Izdali su "Recharged" kao remix pjesama s Living Thingsa i pjesmu " A Light That Never Comes" s DJ-em Steveom Aokiom. Pjesma je singl za njihovu novu Facebook igricu koja se zove Recharged nazvana po albumu. Linkin Park su osvojili i Mtv Ema za " Best World Stage" i najavili kako rade na novom albumu. Linkin Park su se udružili s International Medical Corps i Music For Relief kako bi pomogli stradalima na Philipinama.

## Članovi sastava

### Trenutačni
- Mike Shinoda – vokal, rap, električna gitara, klavijature
- Brad Delson – električna gitara
- Dave "Phoenix" Farrell - bas-gitara
- Emily Armstrong - vokal
- Colin Brittain -  bubnjevi
- Joe Hahn - DJ

### Osnivač sastava
- Mike Shinoda
- Mark Wakefield – Vokal (1996. – 1998., kada je sastav nosio ime "Xero")

### Prijašnji članovi
- Scott Koziol — Basist, snimio je s Linkin Park-om album Hybrid Theory, Singl One Step Closer, te se također pojavljuje u videu One Step Closer.
- Kyle Christener — Basist koji je zamijenio Phoenix-a u vrijeme kada se sastav zvao Hybrid Theory.
- Chester Bennington - prvi vokal - Preminuo 2017. godine
- Rob Bourdon - bubnjevi (1996-2017)

## Diskografija

### Demosnimke i EP izdanja
- Xero demosnimak (1997.)
- Hybrid Theory EP (1999.)
- In the End: Live & Rare (2002.)
- Collision Course (2004.)
- iTunes Live from SoHo (2008.)
- Songs from the Underground (2008.)
- 2011 North American Tour (2010.)
- A Thousand Suns: Puerta de Alcalá (2011.)
- iTunes Festival: London 2011 (2011.)
- Stagelight Demos (2012.)
- A Light That Never Comes (Remixes) (2014.)
- Darker Than Blood: Remixes – EP (2015.)

### Albumi
- Hybrid Theory (2000.)
- Reanimation (2002.)
- Meteora (2003.)
- Live in Texas (2003.)
- Collision Course (s Jayem Z) (2004.)
- Minutes to Midnight (2007.)
- A Thousand Suns (2010.)
- Living Things (2012.)
- The Hunting Party (2014.)
- One More Light (2017.)
- From Zero (2024.)

## Videografija

### DVD/VHS
- Frat Party at the Pankake Festival (2001.)
- Reanimation (DVD-Audio) (2002.)
- Live in Texas (2003.)
- Collision Course (2004.)
- Minutes To Midnight (Limitirano izdanje) (2007.)
- Road to Revolution: Live at Milton Keynes (2008.)

## Pjesme u filmovima
- "Session" se može čuti na Title Credits-ima na kraju filma The Matrix Reloaded
- Dio pjesme "Points Of Authority" se nalazi u filmu S.W.A.T.
- "Figure.09" je u filmu S.W.A.T.
- "Numb/Encore" je u reklami na početku filma koji izlazi 2006 Miami Vice
- "One Step Closer" je u filmu Dracula 2000
- "One Step Closer" je također u Njemačkom filmu Das Experiment
- "Pushing Me Away" je u filmu Valentine
- "Somewhere I Belong" je bila snimljena u National Geographic "Cats Of Prey" programu
- "Opening" je bio snimljen u CNN-ovoj emisiji o Iraqu
- "A Place For My Head"  je bila stavljena u igru za PlayStation 2 ESPN X Games Skateboarding.
- "What I've Done" se može čuti na kraju filma Transformers.
- "With You" se može čuti u 8. epizodi ("Meet the Dupes") druge sezone serije "Roswell".
- "Leave Out All The Rest" je na kraju filma "Twilight"
- "New Divide" se nalazi na filmu Transformers 2 : Revenge of the Fallen
- "Numb" u filmu Bad Boys
- "Iridescent" u filmu Transformers 3
- Dio pjesme "New Divide" u jednoj od epizoda njemačke serije Alarm fur Cobra 11
- "Leave Out All The Rest" u jednoj od epioda njemačke serije Alarm fur Cobra 11

## Galerija
- Brad Delson, gitarista.
- Chester Bennington, prvi vokal.
- Dave Farrell, prateći vokali i bas-gitara.
- Linkin Park, "Sleep Train Amphitheatre" u Marysville na turneji "Projekt Revolution".

## Vanjske poveznice
- Linkin Parkova službena stranica
- Linkin Park & Jay Z službena stranica